# Vakarine Vallis
Vakarine Vallis
Pour les articles homonymes, voir Vakarine.
La Vakarine Vallis (désignation internationale : Vakarine Vallis) est une vallée située sur Vénus dans le quadrangle de Sif Mons. Elle a été nommée en référence au terme lituanien désignant la planète Vénus.